# Nitki (album)
Nitki – debiutancki album studyjny polskiej piosenkarki Nity. Wydawnictwo ukazało się 25 sierpnia 2023 nakładem wytwórni muzycznej Kayax.
Album jest utrzymany w stylu muzyki pop. Składa się z wersji standardowej (1 CD).
Płyta zadebiutowała na 27. miejscu polskiej listy sprzedaży – OLiS.
Nagrania były promowane singlami: „Póki co”, „Wars”, „Jak to może tak być”, „Zimna wojna”, „Gejsza”, „Specjaliści” i „Ex”.

## Lista utworów
Opracowano na podstawie materiału źródłowego.
| Nitki – Wersja standardowa | Nitki – Wersja standardowa       | Nitki – Wersja standardowa          | Nitki – Wersja standardowa                                       | Nitki – Wersja standardowa |
| Nr                         | Tytuł utworu                     | Słowa                               | Muzyka                                                           | Długość                    |
| -------------------------- | -------------------------------- | ----------------------------------- | ---------------------------------------------------------------- | -------------------------- |
| 1.                         | „Potańczmy”                      | Anita Dudczak, Bartłomiej Marszałek | Anita Dudczak, Bartłomiej Marszałek                              | 2:47                       |
| 2.                         | „Wars”                           | Anita Dudczak, Bartłomiej Marszałek | Anita Dudczak, Bartłomiej Marszałek                              | 3:14                       |
| 3.                         | „Ex”                             | Anita Dudczak, Bartłomiej Marszałek | Anita Dudczak, Bartłomiej Marszałek                              | 2:51                       |
| 4.                         | „Gejsza”                         | Anita Dudczak, Bartłomiej Marszałek | Anita Dudczak, Bartłomiej Marszałek                              | 2:52                       |
| 5.                         | „Katarynka”                      | Anita Dudczak, Bartłomiej Marszałek | Anita Dudczak, Bartłomiej Marszałek                              | 2:56                       |
| 6.                         | „Nieposłusznicy”                 | Anita Dudczak, Bartłomiej Marszałek | Anita Dudczak, Bartłomiej Marszałek                              | 3:10                       |
| 7.                         | „Nitki”                          | Anita Dudczak, Bartłomiej Marszałek | Anita Dudczak, Bartłomiej Marszałek                              | 2:50                       |
| 8.                         | „Specjaliści”                    | Anita Dudczak, Bartłomiej Marszałek | Anita Dudczak, Bartłomiej Marszałek                              | 3:20                       |
| 9.                         | „Póki co”                        | Anita Dudczak, Bartłomiej Marszałek | Anita Dudczak, Bartłomiej Marszałek                              | 2:06                       |
| 10.                        | „Jak to może tak być”            | Anita Dudczak, Bartłomiej Marszałek | Anita Dudczak, Bartłomiej Marszałek, Jan Załęski                 | 2:40                       |
| 11.                        | „Elon Musk (w ogniu się unoszę)” | Aleksandra Wielgomas                | Aleksandra Wielgomas, Dominic Buczkowski-Wojtaszek, Patryk Kumór | 3:33                       |
|                            |                                  |                                     |                                                                  | 32:19                      |

## Pozycje na listach sprzedaży

### Pozycje na listach tygodniowych
| Kraj   | Lista (2023)            | Najwyższa pozycja |
| ------ | ----------------------- | ----------------- |
| Polska | OLiS – albumy           | 27                |
| Polska | OLiS – albumy fizycznie | 9                 |